# ギルガル
ギルガル（英: Gilgal）は旧約聖書に登場する地名で、イスラエル人がヨルダン川渡渉後に最初にイスラエル人の軍事的根拠となった。ヨルダン川とエリコの中間地点にあったと言われる。現在のジルジリアであるという説が有力だが異論も多い。
イスラエル人はギルガルにヨルダン川渡渉の記念として、12個の石を立てた。またヨシュアはここで新しい世代の者たちに割礼を行った。また、カナンで最初の過越のいけにえをささげた。翌日マナがやんだ。そして、これよりカナン征服の拠点になった。
士師の時代には、主の使いがギルガルからボキムに上ってきた。サムエルは毎年、ベテル、ギルガル、ミツパを巡回した。サウル王はギルガルで王位を授与された。しかし、サウルはギルガルで2度重大な罪を犯し王位を退けられた。
ユダ族の代表者はアブシャロムの死後にダビデを歓迎するためにギルガルにやってきた。
エリヤ、エリシャの時代には預言者の学校が建てられていた。エリヤは昇天前にギルガルを出てベテルに下っていった。エリシャはこの地に戻った時に、毒の入った煮物に毒粉を入れて毒を消した。
後には、ギルガルは偶像礼拝の中心地になり、預言者たちから厳しい言葉を受けた。